# Ridgely (Maryland)
La ville de Ridgely est située dans le comté de Caroline, dans l’État du Maryland, aux États-Unis. Sa population s’élevait à 1 611 habitants lors du recensement de 2020.